# Isarachnanthus maderensis
Espèce
Isarachnanthus maderensis est une espèce de cnidaires de la famille des Arachnactidae.

## Description
Dans sa description de 1861, l'auteur indique que le spécimen en sa possession mesure environ 115 mm une fois déplié, mais, qu'en cas de contact, il se contracte et ne mesure plus que 45 mm.

## Systématique
Le nom valide complet (avec auteur) de ce taxon est Isarachnanthus maderensis (Johnson, 1861).
L'espèce a été initialement classée dans le genre Saccanthus sous le protonyme Saccanthus maderensis Johnson, 1861,.
Isarachnanthus maderensis a pour synonymes :
- Cerianthus maderensis (Johnson, 1861)
- Isarachnanthus cruzi Brito, 1986
- Saccanthus maderensis Johnson, 1861

## Étymologie
Son épithète spécifique, composée de mader[e] et du suffixe latin -ensis, « qui vit dans, qui habite », fait référence à l'île de Madère où cette espèce a été découverte, et plus précisément « dans le fond d'un trou d'eau dans les rochers près de Funchal ».

## Publication originale
- (en) James Yate Johnson, « Notes on the sea-anemones of Madeira, with descriptions of new species », Proceedings of the Zoological Society of London, Londres, ZSL, vol. 1861,‎ 25 juin 1861, p. 298-306 (ISSN 0370-2774, OCLC 1779524, BNF 32843178, lire en ligne).